# 金融腐蝕列島
『金融腐蝕列島』（きんゆうふしょくれっとう）は、高杉良による1997年初版の小説（経済小説）およびそれに続く一連のシリーズ作品。日本の銀行・証券会社など、金融業界の内情を描く。バブル景気崩壊後の1990年代後半から2000年代にかけての総会屋利益供与事件、不正融資、大蔵省・日銀汚職、メガバンク再編など、現実の時々に応じたテーマが設定される。
シリーズ全5作品のうち、3作品は映画化・テレビドラマ化・漫画化された。

## 小説

### 金融腐蝕列島
一連のシリーズの発端となる。1997年に角川書店から発行、その後2002年に文庫本として講談社からも再版された。前年に角川書店より刊行が開始されていた「高杉良経済小説全集」の最終巻として書き下ろされた作品で、高杉は後に「新聞・雑誌などで連載していたら、クレームなどによって完走もままならなかった可能性が高い。書き下ろしだからこそ、成功したのだと私は考えている」と語っている。
初版同年に第一勧業銀行・野村證券で、総会屋利益供与事件が発生し、これを予見した作品として注目を集めたが、高杉は本作を「ノルマのきつい旧住友、旧三和、旧富士の三行を見据えて書き下ろした」もので、「旧一勧は比較的クリーンな銀行と私の目には映っていたのである。従って、私が事件を予知していたことなどあり得ない」としている。
舞台は大手都市銀行・協立銀行、主人公は虎ノ門支店副支店長の中堅銀行マン・竹中治夫。協立銀行内では依然として強い影響力を持ち、人事権を掌握する会長が君臨している。公私混同のワンマン会長は、娘の不倫スキャンダル隠しを画策し、銀行内外の人脈を利用し不審者の洗い出しを指示した。そんなある日突然、竹中は総務部主任調査役の辞令を受ける。「渉外班」と通称されるその実態は、総会屋対策のポストだった。
竹中はスキャンダル隠しに加担させられ、組織の前に心ならずも不正融資に手を貸してしまう。緊急株主総会に向け、会長秘書役や元大物総会屋、「企業舎弟じみた人物」との交渉に奔走する。その後渉外班の任を解かれた竹中治夫だったが、続いて営業本部プロジェクト推進部に異動となる。こちらは大口の不良債権処理の担当。その回収に乗り出して右翼や暴力団から標的にされた竹中は、家族までも狙われ、辛い闘いを強いられる。

### 呪縛—金融腐蝕列島2
産経新聞に連載され、1998年に角川書店から発行、2000年に文庫本版として再版。前作やこの後の2作品と異なり、協立銀行を舞台としておらず、登場人物の繋がりもない。モデルは第一勧業銀行の総会屋利益供与事件であり、題名の「呪縛」は第一勧銀の近藤克彦頭取が、記者会見で「呪縛が解けなかった。」と述べたことに由来する。1999年に東映配給で映画化された（後述）。
舞台は1997年、朝日銀行・中央銀行の二行が合併する形で誕生した大手都市銀行・朝日中央銀行（通称：ACB（Asahi Central Bank））。ACBではバブル期に行われた大手証券会社・丸野證券がらみの総会屋への不正融資300億円の処理が問題となっていたが、旧態依然とした経営陣には危機感がなかった。しかし同年5月、東京地検特捜部がついにACB本店に家宅捜索に入る。役員らは頭取・会長の交替でことを済ませ責任を回避しようとするが、捜査の進展につれて事態が次々と明らかになり、マスコミから激しいバッシングを受ける。
主人公である中堅行員、ACB企画部次長・北野浩は、ACBの再生には役員が総退任し「呪縛」を断ち切ることが必要だとして、志を同じくする同期のMOF担らミドル「4人組」と共にACBの再建を進める。ACBの「呪縛」とは、総会屋やその背後にある暴力団のみならず、権力の座に居座り続けるOBや、前身行である旧朝日銀行・旧中央銀行の両派での派閥争いなど、長い時間をかけACBの内部に深く入り込んだものだった。
役員が総辞職したACBにおいて、北野たちは海外畑で不正と縁のなかった役員を新頭取に推し、北野はその秘書役となりACB再生を指揮する。一方で旧役員は次々と逮捕され、検察の激しい取調べにより自殺者も現れた。検察に先んじて自ら問題を解決するため、真相調査委員会を立ち上げるACB。しかしその最大の障壁は、ACBの最高権力者であり北野の義父でもある佐々木相談役だった。闇社会と旧態依然の体質に決別するため、そして総会屋で荒れるであろう株主総会に向けて、家族との関係に苦しむ北野ら4人組の闘いが続く。

### 再生—続・金融腐蝕列島
『金融腐蝕列島』の続編に位置付けられ、1999年に東京スポーツで連載開始。その後角川書店から2000年に単行本、2001年に文庫本として刊行。前作・前々作が銀行組織・金融システム全体を捉えた作品であったのに対し、『再生』は人間関係の描写が中心とされ、評価の分かれるところである。
舞台は1999年、前々作と同じ協立銀行。かの竹中治夫は、営業本部プロジェクト推進室で「住管機構」対策に取り組んでいた。住管機構、正式名・住宅金融債権管理機構は、住宅金融専門会社（住専）の相次ぐ破綻の受皿として設立され、その負債について母体行の責任を追及していた。竹中は特命班の長として、責任追及を恐れる頭取から住管機構との対決を迫られる。しかし、協立銀行では内部が頭取派・相談役派の2つの派閥に分かれ争っていた。個人的な事情から住管工作の阻止を目論む相談役派の動きに翻弄され、妻や息子との不仲もあり、竹中は苦しむことになる。
やがて竹中は大阪・梅田駅前支店長に転出し、過酷な資金回収＿所謂「貸し剥がし」を任され、優良貸出先からも強引に融資を引き上げる銀行の非情な論理を痛感する。その後竹中は再び本店に戻り広報部長に就任するが、協立銀行内では次期頭取を巡る人事抗争が激化し、竹中もそれに巻き込まれていく。

### 混沌 新・金融腐蝕列島
前作『再生』のさらなる続編。東京スポーツに連載後、2004年に講談社から、2006年に角川書店から刊行された。
時は1999年、日本の金融業界に衝撃が走る。朝日中央・芙蓉・日本産業の3銀行統合による「にっぽんフィナンシャルグループ」の発足が明らかになり、続いて住之江銀行とさつき銀行が合併合意し「四井住之江銀行」の誕生が決定した。上位都銀がにっぽん、四井住之江、東都光陵のメガバンクに再編されるなか、内部の人事抗争に明け暮れる協立銀行は再編の流れから取り残されていた。
かつてのトップバンクの地位が揺らぎ焦りを感じる協立は、生き残りをかけて既にまとまりかけていた東亜銀行・あけぼの銀行ら中位都銀2行の合併構想に割り込んだ。それぞれの銀行の思惑が絡む中、広報部長である竹中は統合計画をまとめるために奔走する。

### 消失 金融腐蝕列島・完結編
『金融腐蝕列島』シリーズの完結編。東京スポーツに連載後、2007年から順次ダイヤモンド社より単行本化されている。
執行役員広報部長だった竹中は頭取の癪に触り、執行役員のまま大阪・中ノ島支店長に異動（人事部長の相原は否定したが、事実上の左遷）。そんな中、協立銀行と東亜銀行が合併し「JFG（Japan Financial Group）銀行」が誕生したものの、その実態は協立が東亜を飲み込んだような格好になり、行内では旧協立系による「グリーン化作戦」（因みに、これは実際にJFG銀行のモデルであるUFJ銀行の旧三和銀行が旧東海銀行勢に対して行った「緑化作戦」がモチーフ）が展開され、旧東亜系が冷や飯を食わされる結果となっていた。事実上左遷させられた竹中はその後主要取引先を救済し、金融庁の査察を乗り越えると東京に戻り常務に昇進。旧東亜系社員の待遇を少しでも改善すべく活動するが、行内の大勢は「グリーン化作戦」賛成に回っていた。
一方で金融庁は、当初にっぽんフィナンシャルグループに対する特別検査で同グループの国有化を狙っていたが、同グループが1兆円の大型増資で難局を乗り切ったことからターゲットをJFGに切り替える。そこに旧東亜系幹部からの内部告発なども加わり、JFGは苦境に追い込まれた。当初は大型増資による事態の打開を計画したが、旧東亜系を冷遇したことが遠因となり、増資先として当てにしていた名古屋財界（セントラル自動車）の協力を得られず計画は頓挫。そのため、打開策としてJFG信託銀行を四井住之江グループに売却する方針を固めたものの、その後東都光陵銀行がJFGの救済合併に乗り出してきたため話は混沌とする。ただ、ここに至ってもその内情はJFG（というより旧協立系）行内の派閥抗争であった。
金融庁による刑事告発を何としても避けたいという思いから、副頭取に昇進して間もない竹中は、金融庁から目の敵にされているJFGホールディングス社長の杉本と抱き合い心中の形で辞職することで何とか事態の収拾を図ろうとするが…。

## 映像作品

### 金融腐蝕列島〔呪縛〕
シリーズ第2作『呪縛』の劇場映画化作品。1999年公開。監督：原田眞人、主演：役所広司。配給：東映。ストーリーはおおむね原作と同じであるが、オリジナルキャラクターが追加されている（後述）。
編集を担当した川島章正が第23回日本アカデミー賞で最優秀編集賞を受賞した。

#### 製作

##### 企画
プロデューサーの原正人は、1997年発表の『金融腐蝕列島』を映画化しようと準備していたが、なかなか進まなかった。1998年、その続編『呪縛―金融腐蝕列島2』が産経新聞で始まるが、『呪縛』の舞台である「朝日中央銀行（ACB）」のモデルとなった第一勧業銀行は、のちに本作の製作者となる角川書店のメインバンクであり、本作のモデルとなった事件に際して自殺した第一勧業銀行の宮崎邦次元頭取は、角川春樹解任後に角川歴彦が社長になった際、会社再興を応援した人物であった。映画好きでもあった元頭取と親交のあった原正人と角川歴彦は、元頭取へのオマージュとして『呪縛』の映画化を決意した。

##### キャスティング
原作にはないオリジナルキャラクターとして、若村麻由美演じる外資系経済専門チャンネルの女性アンカーが登場する。従来の新聞連載小説でみられなかった読者層として女性が加わっていたことを受けて、映画化にあたっての宣伝ターゲットを拡大するために導入されたとみられる。若村のキャスティングにより、銀行や大蔵省と並んで旧態依然とした体質のマスメディアについてや、女性の雇用環境を巡るジェンダーの観点からの描写が作品に加わっている。
仲代達矢とともに、仲代が率いる無名塾出身の俳優が多数起用されている。かつて10日で無名塾を退団した遠藤憲一は、17年ぶりに再会した仲代と初共演となった。オダギリジョーの映画デビュー作である（記者役、本名の「小田切譲」名義）ほか、子役時代の三浦春馬が主人公・北野の息子役で出演している。
原作者の高杉良自身が、主人公らに助言を授ける弁護士のひとり役で、また、高杉と親しい評論家の佐高信が、本人役とおぼしいテレビ番組内の「辛口評論家」役として特別出演している。撮影当時にフジテレビアナウンサーだった吉崎典子もアナウンサー役で出演している。

##### 撮影
映像作品ならではの特徴として、日比谷公園を行き交うように物語が進行するイメージ展開が挙げられる。原作のモデル・第一勧業銀行本店（第一勧銀本店ビル）、大蔵省、東京地方検察庁（検察合同庁舎）、原作中で役員の記者会見場（今作では朝日中央銀行本店ビルでの会見に変更）となる日本プレスセンタービル、役員らが密談を開く帝国ホテルは、すべて日比谷公園を取り囲むように実在している。ただ、本作のモデルである第一勧銀を含むこれらの建物内ではロケが行われず、特に「朝日中央銀行本店ビル」の外観は第一勧銀本店ビルとは全く異なる別の建物が使用されている。
本作のタイトルバックには日比谷公園周辺の地図を元にしたコンピューターグラフィックスによるデザインが用いられている。

##### 興行
プロデューサーの原正人が東映会長（当時）・岡田茂に配給を頼んだところ、企画を知った岡田から「これは客が来ないよ。やめた方が良いんじゃないか」と言われたが、完成した映画を観た岡田は「やあ面白いの作ったなあ。こんな映画になると思わなかったよ」と言ったという。興行成績はヒットまではいかない「まずまずの結果」だった。

#### テレビ放送
地上波テレビでは2001年10月6日にフジテレビの「ゴールデンシアター」で初放映されたあと、地方局の深夜映画枠などで放映されている。

#### キャスト（映画）
- 北野浩（「4人組」・ACB企画部副部長→頭取秘書）：役所広司
- 片山昭雄（「4人組」・ACB企画部MOF担）：椎名桔平
- 北野今日子（北野の妻・佐々木の娘）：風吹ジュン
- 和田美豊（ブルームバーグアンカー）：若村麻由美
- 石井卓也（「4人組」・ACB企画部副部長）：矢島健一
- 松原秀樹（「4人組」・ACB広報部副部長）：中村育二
- 中澤正雄（ACB前専務）：石橋蓮司
- 大野木（東京地検特捜部検事）：遠藤憲一
- 一条（弁護士）：もたいまさこ
- 陣内（ACB新副頭取・真相調査委員会委員長）：本田博太郎

- 坂本昇（ACB頭取→顧問）：梅野泰靖
- 今井史朗（ACB会長→顧問）：小林勝彦
- 吉野修三（ACB前副頭取）：山本清
- 太田勝久（ACB前副頭取）：勝部演之
- 小田島敬太郎（総会屋）：若松武史
- 唐沢（株主790番）：内藤武敏
- 森田（ACB企画部長）：山崎清介
- 西田（ACB企画部員）：大高洋夫
- 宮本春馬（ACB企画部員）：金子和
- 大津（ACB企画部員）：大西智子
- 永山（ACB企画部ネットワーク担当・内部告発者）：木下ほうか
- 渋沢（ACB総務部長）：岸博之
- クリス・ゴタンダ（ブルームバーグカメラマン）：遊人
- トク（ブルームバーグ録音技師）：古本恭一
- 白木（在京テレビ局レポーター）：今井あずさ
- 赤星（在京テレビ局記者）：大城英司
- 茶器（記者）：大門修三
- クラリネットの浮浪者：中村亮
- 株主対策の弁護士：梅沢健祐
- 株主189番：康すおん
- 株主15番：井之上隆志
- 伊良部（事務官）：井上肇
- 池ノ上（検事）：水上竜士
- 溝之口（検事）：高川裕也
- 伊場（事務官）：光岡湧太郎
- 牛島（弁護士）：加藤満
- 両角（弁護士）：青木鉄仁
- 塩谷（弁護士）：吉家明仁
- 薬師寺（ACB総務部員）：浅野光希
- 梶原（大蔵省銀行局課長補佐）：本郷弦
- 株主21番：並樹史朗
- 横柄な弁護士A：児玉謙次
- 横柄な弁護士B：藤田宗久
- 黄瀬川（ACB企画部員）：佐藤吏香子
- 黒豆（記者）：吉田一平
- 緑山（記者）：瑞木滝
- 白木チームのカメラマン：細川智三
- 白木チームの録音技師：服部啓
- 赤星チームのカメラマン：向井智紀
- 赤星チームの録音技師：島守達也
- 北野浩一（北野の息子）：三浦春馬
- 北野レナ（北野の娘）：大谷玲凪
- 刑事：中山俊
- 執行官：町田政則
- ブルームバーグ報道チーフ：フィリップ・シルバーステン
- アルバート・メドウズ（テレビコメンテーター・文化人類学者）：イアン・エドワード
- アナウンサー：吉崎典子（フジテレビ）
- 気の弱い守衛：田口トモロヲ
- 危険な通行人（石井を銃撃する犯人）：村上淳
- 見つめる青年（北野を脅す男・小田島の弟分）：本宮泰風
- 激励する弁護士：高杉良
- 辛口評論家：佐高信
- ACB本店32階の受付嬢：中村優子
- 藤本喜久子
- 山浦栄
- 記者：小田切譲
- 笠原紳司
- 奥田崇
- 高橋和興
- 久山の未亡人：島ひろ子
- 駒塚由衣
- 株主：殺陣剛太
- 二家本辰巳

◇
- 佐藤弘子（久山の秘書）：黒木瞳
- 川上多治郎（フィクサー）：丹波哲郎（特別出演）

◇
- 青木伸枝（佐々木の愛人）：多岐川裕美
- 中山公平（ACB国際部担当常務→新頭取）：根津甚八
- 久山隆（ACB前会長・取締役→顧問）：佐藤慶
- 佐々木英明（北野の舅・ACB取締役相談役→最高顧問）：仲代達矢

#### スタッフ（映画）
- 監督：原田眞人
- 製作総指揮：角川歴彦、高岩淡、羽佐間重彰
- 原作：高杉良『呪縛 金融腐蝕列島II』（角川書店刊）、『金融腐蝕列島 上・下』（角川文庫）
- 脚本：高杉良、鈴木智、木下麦太
- 企画：桃原用昇、佐藤雅夫、住田良能
- プロデュース：原正人、坂上順
- プロデューサー：鍋島壽夫、河瀬光、山田俊輔
- 撮影：阪本善尚（JSC）
- 美術：部谷京子
- 照明：大久保武志
- 録音：鶴巻仁
- 整音：中村淳
- 音響効果：柴崎憲治
- 編集：川島章正
- 装飾：湯沢幸夫
- スタイリスト：宮本まさ江
- キャスティング：福岡康裕
- 助監督：中西健二、小波津靖、石井晋一、芦野広忠
- 製作担当：榊田茂樹
- スクリプター：坂本希代子
- 擬斗：二家本辰巳
- 監督アシスタント：原田遊人
- 音楽：川崎真弘
- 音楽プロデューサー：天翔陽子（ティンカーベル）
- 音楽製作：東映音楽出版
- 主題歌：中山美穂『Adore』
- オリジナルサウンドトラック：キングレコード
- タイトルデザイン：畑島浩
- オープニングCGI & マットペインティング：木村俊幸
- 現像：東映化学
- 撮影協力：ブルームバーグテレビジョン、武蔵小杉タワープレイス、文京グリーンコート、ワールドビジネスガーデン、東京都多摩老人医療センター、河村能舞台・河村信重、日本盲人マラソン協会（JBMA）、東京アカデミア＝シンフォニカ管弦楽団
- 制作協力：インターナショナルアクトレススクール ウィ・サクセス、aiかんぱにー、一期舎、エムケーエンタープライズ、A&Aアーティスト、サンミュージックアカデミー、日本青年会議所、成和共同法律事務所、ガル・エンタープライズ、VFX STUDIO LOOP HOLE、FLUX TONE[注 2]、インフォシーク ほか

### 金融腐蝕列島「再生」
BS-iでドラマ化され、2002年1月13日に放送された。原作は『再生』で物語の舞台も協立銀行だが、原作とは異なる結末となっている。

#### キャスト
- 竹中治夫 - 村上弘明
- 杉本勝彦（企画部） - 益岡徹
- 斉藤弘（頭取） - 細川俊之
- 佐藤明夫（常務 / 鈴木会長派） - 伊武雅刀
- 鈴木一郎（会長） - 渡辺文雄
- 速見由紀夫 - 鈴木瑞穂
- 永井卓郎 - 小野武彦
- 松村雄一 - 清水綋治
- 沖田始 - モロ師岡
- 竹中知恵子 - 中川安奈
- 堀田真三

#### スタッフ
- 製作 - トスカドメイン、BS-i
- 監督 - 佐藤純彌
- プロデューサー - 鈴木孝之（BS-i）、中川好久（トスカドメイン）
- 原作 - 高杉良「続・金融腐蝕列島 再生」（角川書店刊）
- 脚本 - 鈴木智、佐藤純彌
- 音楽 - 川崎真弘
- 撮影：安田圭
- 照明：久保田芳實
- 録音： 畦本真司
- VE：栗林伸幸
- 編集：目崎和恵
- VTR編集：杉山弘和・紀伊正志
- 効果：西山隆司
- 編曲：片野正美
- MA：堀田元子
- 美術：川合重則
- 装飾：大庭信正
- 持道具：片岸雅浩
- 衣裳：波多野芳一
- スタイリスト：佐藤みさ
- メイク：竹間美幸
- スチール：安保隆
- 擬斗：岡田勝
- スクリプター：桑原みどり
- 助監督：隅田靖
- 製作担当：小松功・岩下真司
- 衣裳協力：LONNER CO.、LANDS'END、富のきもの　SOMETHENG、Gao、RF Realfake、ユニホームクニサダ
- 美術協力：MINOLTA
- 協力：成和共同法律事務所
- 製作協力：セントラルアーツ

## 漫画

### 銀行渉外担当 竹中治夫
週刊現代にて漫画化され、2015年から連載された。作画はこしのりょう。原作は『初代』。
2018年3月20日から8月6日までコミックDAYSにて毎日再掲。
単行本
- 銀行渉外担当 竹中治夫 〜『金融腐蝕列島』より〜
  1. 2015年11月20日発売、ISBN 978-4-06-377380-4
  2. 2016年2月23日発売、ISBN 978-4-06-377429-0
  3. 2016年5月23日発売、ISBN 978-4-06-377467-2
  4. 2016年8月23日発売、ISBN 978-4-06-393009-2
  5. 2016年11月22日発売、ISBN 978-4-06-393084-9
  6. 2017年2月23日発売、ISBN 978-4-06-393153-2
  7. 2017年5月23日発売、ISBN 978-4-06-393198-3
  8. 2017年8月23日発売、ISBN 978-4-06-393261-4
- 銀行渉外担当 竹中治夫 大阪編
  1. 2017年11月22日発売、ISBN 978-4-06-393311-6
  2. 2018年02月23日発売、ISBN 978-4-06-393313-0
  3. 2018年05月23日発売、ISBN 978-4-06-511967-9
  4. 2018年08月23日発売、ISBN 978-4-06-512525-0
  5. 2018年11月22日発売、ISBN 978-4-06-514333-9
  6. 2019年02月22日発売、ISBN 978-4-06-514942-3
  7. 2019年05月23日発売、ISBN 978-4-06-516432-7
- 銀行渉外担当 竹中治夫 メガバンク誕生
  1. 2019年09月06日発売、ISBN 978-4-06-517377-0
  2. 2020年01月23日発売、ISBN 978-4-06-518883-5
  3. 2020年05月22日発売、ISBN 978-4-06-520278-4
  4. 2020年10月23日発売、ISBN 978-4-06-521860-0

## モデル
いずれも実際の金融機関名を参考につけられており、実際の内情についてもある程度対応しているとみられる。ただ、「協立銀行」などの架空の金融機関は複数の都市銀行をモデルとして混ぜているため、上記の金融機関と完全に対応しない場面もある。なお、以下の名称は高杉の別の作品にも使用されることがある。一方で作品中の登場人物については作品ごとに独立して描かれることが多く、一部の有名な経営者、政治家、学者を除いて、小説の内容はリンクしない。
- にっぽんフィナンシャルグループ - みずほフィナンシャルグループ
  - 朝日中央銀行（ACB、朝日銀行+中央銀行） - 第一勧業銀行（DKB、第一銀行+日本勧業銀行）
  - 芙蓉銀行 - 富士銀行
  - 日本産業銀行（産銀） - 日本興業銀行（興銀）
- JFG（Japan Financial Group）銀行 - UFJ銀行
  - 協立銀行 - 三和銀行
  - 東亜銀行 - 東海銀行
  - 東邦信託銀行 - 東洋信託銀行
- あけぼの銀行（共和銀行+さいたま銀行） - あさひ銀行（協和銀行+埼玉銀行）
- 四井住之江銀行（住之江銀行+さつき銀行（コスモ銀行の場合もある）） - 三井住友銀行（住友銀行+さくら銀行）
- 東都光陵銀行（東都銀行+光陵銀行） - 東京三菱銀行（東京銀行+三菱銀行）
- ヤマト銀行 - 大和銀行
- 東邦長期信用銀行 - 日本長期信用銀行
- 日本不動産銀行（極東債券信用銀行の場合もある） - 日本債券信用銀行
- 丸野證券 - 野村證券
- 山三證券（山屋證券の場合もある） - 山一證券

## 書籍情報

### 単行本
角川書店
- 『金融腐蝕列島』（1997年）ISBN 4045737146
- 『呪縛〈上〉—金融腐蝕列島2』（1998年）ISBN 4048731483
- 『呪縛〈中〉—金融腐蝕列島2』（1999年）ISBN 4048731661
- 『呪縛〈下〉—金融腐蝕列島2』（1999年）ISBN 404873167X
- 『再生〈上〉—続・金融腐蝕列島』（2000年）ISBN 4048732560
- 『再生〈下〉—続・金融腐蝕列島』（2000年）ISBN 4048732579

講談社
- 『混沌 新・金融腐蝕列島 上 』（2004年）ISBN 406212520X
- 『混沌 新・金融腐蝕列島 下 』（2004年）ISBN 4062125218

ダイヤモンド社
- 『消失―金融腐蝕列島・完結編［第1巻］』（2007年）ISBN 4478001286
- 『消失―金融腐蝕列島・完結編［第2巻］』（2007年）ISBN 4478002932
- 『消失―金融腐蝕列島・完結編［第3巻］』（2008年）ISBN 4478004412
- 『消失―金融腐蝕列島・完結編［第4巻］』（2008年）ISBN 9784478006733

### 文庫判
角川文庫
- 『金融腐蝕列島 (上)』（1997年）ISBN 4041643066
- 『金融腐蝕列島 (下)』（1997年）ISBN 4041643074
- 『呪縛〈上〉—金融腐蝕列島2』（2000年）ISBN 4041643104
- 『呪縛〈下〉—金融腐蝕列島2』（2000年）ISBN 4041643112
- 『再生〈上〉—続・金融腐蝕列島』（2001年）ISBN 4041643120
- 『再生〈下〉—続・金融腐蝕列島』（2001年）ISBN 4041643139
- 『混沌〈上〉 新・金融腐蝕列島』（2009年）ISBN 4041643228
- 『混沌〈下〉 新・金融腐蝕列島』（2009年）ISBN 4041643236
- 『消失〈上〉—金融腐蝕列島・完結編』（2010年）ISBN 4041643244
- 『消失〈中〉—金融腐蝕列島・完結編』（2010年）ISBN 4041643252
- 『消失〈下〉—金融腐蝕列島・完結編』（2010年）ISBN 4041643260

講談社文庫
- 『金融腐蝕列島〈上〉』（2002年）ISBN 4062736195
- 『金融腐蝕列島〈下〉』（2002年）ISBN 4062736209
- 『混沌 新・金融腐蝕列島〈上〉』（2006年）ISBN 4062755076
- 『混沌 新・金融腐蝕列島〈下〉』（2006年）ISBN 4062755084